# Боянският майстор (филм)
„Боянският майстор“ е 2-сериен български телевизионен игрален филм (драма) от 1981 година на режисьора Захари Жандов, по сценарий на Евгени Константинов. Сценарият е написан по мотиви от романа на Стоян Загорчинов „Празник в Бояна“. Оператор е Емил Вагенщайн. Музиката във филма е от Васил Казанджиев.

## Серии
- 1. серия „Празник в Бояна“ – 63 минути[1]
- 2. серия „Ръка Илиева писа“ – 65 минути[1]

## Състав

### Актьорски състав
| Изпълнител                                            | Роля                        |
| ----------------------------------------------------- | --------------------------- |
| Петър Деспотов                                        | зограф Илия                 |
| Любомир Димитров                                      | Севастократор Калоян        |
| Бойка Велкова                                         | Десислава, жената на Калоян |
| Емил Марков                                           | Китан                       |
| Атанас Божинов                                        | Майстор Драган              |
| Йордан Спиров                                         | Калистрат                   |
| Петя Хрису                                            | Левантийката                |
| Борислав Иванов                                       | поп Никодим                 |
| Димитрина Савова                                      |                             |
| Димитър Ангелов                                       |                             |
| Иван Томов                                            |                             |
| Моше Дворецки                                         |                             |
| Христо Ламбов                                         |                             |
| Станчо Станчев                                        |                             |
| Ганчо Ганчев                                          |                             |
| Панайот Янев                                          |                             |
| Петър Райжеков                                        |                             |
| Любомир Узунов                                        |                             |
| Светослав Овчаров (не е посочен в надписите на филма) |                             |
| Марио Кръстев (не е посочен в надписите на филма)     |                             |
| Васил Мирчовски (като В. Мирчовски)                   |                             |
| Димитър Керанов (като Д. Керанов)                     |                             |
| Теофан Хранов (като Т. Хранов)                        |                             |
| Васил Костов (като В. Костов)                         |                             |
| Иво Момчев (като И. Момчев)                           |                             |
| Георги Фратев (като Г. Фратев)                        |                             |
| Гроздан Герцов (като Г. Герцов)                       |                             |
| Веско Зехирев (като В. Зехирев)                       |                             |
| Александър Далов (като Ал. Далов)                     |                             |
| Георги Георгиев (като Г. Георгиев)                    |                             |
| Г. Гочев                                              |                             |
| Ст. Бановски                                          |                             |
| Н. Христов                                            |                             |
| А. Ангелов                                            |                             |
| Хр. Драганов                                          |                             |

и други

### Творчески и технически екип
| Режисьор             | Захари Жандов                                                                                            |
| Сценарий             | Евгени Константинов Захари Жандов                                                                        |
| Оператор             | Емил Вагенщайн                                                                                           |
| Художник             | Валентина Младенова                                                                                      |
| Художник на фреските | Боян Чуканов                                                                                             |
| Костюми              | Мария Ножарова                                                                                           |
| Грим                 | Димитър Коклин (като Дмитрий Коклин)                                                                     |
| Музика               | Васил Казанджиев                                                                                         |
| Звукорежисьор        | Митхен Андреев                                                                                           |
| Редактор             | Никола Петров                                                                                            |
| Монтаж               | Анна Радичева                                                                                            |
| Консултанти          | акад. Димитър Ангелов Архимандрид Горазд н. с. Виолета Нешева арх. Васил Китов                           |
| Директори            | Иван Кордов Людмил Милев                                                                                 |
| Втори режисьор       | Лили Станишева                                                                                           |
| Втори оператор       | Иля Пилов                                                                                                |
| Втори художник       | Боряна Минчева                                                                                           |
| Асистент-режисьори   | Славчо Игнатов Богдан Будинов Румяна Рунева Валерия Петкова                                              |
| Асистент-оператори   | Красимир Григоров Александър Златев                                                                      |
| Асистенти по монтажа | Райна Данова Мария Въжарова Мая Гурбалова                                                                |
| Асистент-гримьори    | Ивон Иванова Софи Йосифова Татяна Найденова                                                              |
| Комбинирани снимки   | Художник Владимир Колев Оператор Тотю Начев                                                              |
| Втори гримьори       | Ивон Иванова Софи Йосифова Татяна Найденова                                                              |
| Организатори         | Миладин Иванов Димитър Максимов Виолета Якимова                                                          |
| Реквизит             | Любомир Попов                                                                                            |
| Гардероб             | Янка Колева                                                                                              |
| Осветление           | Исмаил Алилов                                                                                            |
| Пиротехника          | Георги Манов                                                                                             |
| Техник на записа     | Любомир Иванов                                                                                           |
| Декори               | Филип Чалъков Климент Автов                                                                              |
| Фарт                 | Румен Панов                                                                                              |
| Distributed by       | БЪЛГАРСКА КИНЕМАТОГРАФИЯ Студия за игрални филми „БОЯНА“ Творчески колектив „МЛАДОСТ“ /Copyright © 1981/ |